# 15 محرم
- السبت
- الأحد
- الاثنين
- الثلاثاء
- الأربعاء
- الخميس
- الجمعة

- 306 يوليو 2024
- 17 يوليو 2024
- 28 يوليو 2024
- 39 يوليو 2024
- 410 يوليو 2024
- 511 يوليو 2024
- 612 يوليو 2024
- 713 يوليو 2024
- 814 يوليو 2024
- 915 يوليو 2024
- 1016 يوليو 2024
- 1117 يوليو 2024
- 1218 يوليو 2024
- 1319 يوليو 2024
- 1420 يوليو 2024
- 1521 يوليو 2024
- 1622 يوليو 2024
- 1723 يوليو 2024
- 1824 يوليو 2024
- 1925 يوليو 2024
- 2026 يوليو 2024
- 2127 يوليو 2024
- 2228 يوليو 2024
- 2329 يوليو 2024
- 2430 يوليو 2024
- 2531 يوليو 2024
- 261 أغسطس 2024
- 272 أغسطس 2024
- 283 أغسطس 2024
- 294 أغسطس 2024
- 15 أغسطس 2024
- 26 أغسطس 2024
- 37 أغسطس 2024
- 48 أغسطس 2024
- 59 أغسطس 2024

15 مُحرَّم أو 15 مُحرَّم الحرام أو يوم 15 \ 1 (اليوم الخامس عشر من الشهر الأوَّل) هو اليوم الخامس عشر من أيَّام السنة وفق التقويم الهجري القمري (العربي). يبقى بعده 339 أو 340 يومًا لانتهاء السنة.

## أحداث
- 567هـ - مصر تعود إلى الخلافة العباسية بعد موت آخر الخلفاء الفاطميين العاضد لدين الله.
- 981هـ - السلطان العثماني ينصب هنري شقيق ملك فرنسا شارل التاسع ملكا على بولونيا، وقد دخلت بولونيا في تبعية الدولة العثمانية بين سنتي 1573م و1592م، وكانت من الدول الملكية الكبرى في أوروبا.
- 1261هـ - استسلام الأمير عبد القادر الجزائري لقوات الاحتلال الفرنسي.
- 1246هـ - حاكم الجزائر الداي حسين يسلم مدينة الجزائر للفرنسيين، وبداية الغزو الفرنسي للمدن الساحلية الأخرى.
- 1287هـ - صدور العدد الأول من مجلة روضة المدارس بالقاهرة، وهي مجلة أدبية علمية ثقافية كان لها دور ملموس في إحداث حركة الإصلاح.
- 1349هـ - القوات العسكرية الإيرانية والتركية تهاجم المنتفضين الأكراد في مدينة أغري التركية.
- 1367هـ - الجمعية العامة للأمم المتحدة تصادق على القرار 181 لتقسيم فلسطين، ونص القرار على إقامة دولة يهودية على 56% من أرض فلسطين دون القدس.
- 1378هـ - انتخاب قائد الجيش اللبناني اللواء فؤاد شهاب رئيسًا للجمهورية اللبنانية.
- 1391هـ - وقوع انقلاب عسكري في تركيا بقيادة رئيس هيئة الأركان العامة التركية، ممدوح تاجماك.
- 1398هـ - مناحم بيجن يزور مصر ويلتقي بالرئيس محمد أنور السادات في القاهرة.
- 1403هـ - مصر تفوز بعضوية مجلس الأمن للمرة الرابعة في تاريخها.
- 1411هـ - الأمم المتحدة تفرض حصارًا اقتصاديًا على العراق نتيجة غزوه للكويت.
- 1426هـ - الشرطة الإسرائيلية تطلب الحصول على 61 مليون شيكل وهو ما يعادل 13.2 مليون دولار أمريكي بهدف القيام بإجراءات أمنية داخل المسجد الأقصى بحجة حمايته.
- 1432هـ - مجلس النواب العراقي يمنح الثقة للحكومة الجديدة التي شكلها رئيس الوزراء نوري المالكي بعد فترة طويلة من إجراء الانتخابات.
- 1441هـ - استهداف معملين تابعين لشركة أرامكو السعودية في منطقتي بقيق وهجرة خريص بمجموعة طائرات مُسيَّرة أثّرت على 50% من إنتاج الشركة هناك، والحوثيون يتبنّون الهجمات التي خلّفت تنديدًا دوليًّا واسعًا.
- 1445هـ - الرئيس التونسي قيس سعيد ينهي مهام رئيسة الحكومة نجلاء بودن ويعين أحمد الحشاني رئيسًا للوزراء.

## مواليد
- 291هـ - عبد الرحمن بن عمر الصوفي، مهندس عالم فلك مسلم.
- 684هـ - الناصر محمد بن قلاوون، تاسع سلاطين الدولة المملوكية البحرية.
- 1052هـ - سليمان الثاني، سلطان عثماني.
- 1275هـ - أحمد حشمت باشا، أحد أعيان النهضة الفكرية في مصر والعالم العربي.
- 1352هـ - جمال ميرصادقي، روائي وكاتب قصصي إيراني.
- 1361هـ - منى واصف، ممثلة سورية.
- 1366هـ - محمود قابيل، ممثل مصري.
- 1373هـ - جان قهوجي، قائد الجيش اللبناني.
- 1393هـ - جواد الجاسم، عالم شيعي سعودي.
- 1403هـ -
  - ياكوبو إيغبيني، لاعب كرة قدم نيجيري.
  - عبد الله الطليحي، ملاكم ومذيع وممثل كويتي.
  - عمرو سلامة، مخرج مصري.
- 1404هـ - فوز الشطي، مغنية وممثلة كويتية.
- 1410هـ - فرح زينب عبد الله، ممثلة تركية.

## وفيات
- 539هـ - أبو منصور بن الجواليقي البغدادي، أحد أئمة اللغة العربية.
- 1366هـ - شكيب أرسلان، كاتب وأديب ومُفكّر لبناني.
- 1377هـ - سيد علي سيد سليمان الرفاعي، سياسي واقتصادي كويتي.
- 1403هـ - عبد الفتاح القاضي، عالم أزهري مهتم في علم القراءات.
- 1433هـ -
  - أحمد شفيق بهجت، أديب وصحفي مصري.
  - صالح بن رشيد العليقي، أكاديمي سعودي متخصص في الرياضيات.
- 1440هـ - إسماعيل فهد إسماعيل، روائي كويتي.

## وصلات خارجية
- موقع قصة الإسلام: حدث في شهر محرم.